# Цайтхайн
Цайтхайн (нем. Zeithain) — община в Германии, в земле Саксония. Подчиняется земельной дирекции Дрезден. Входит в состав района Майсен. Занимает площадь 81,49 км².
Община подразделяется на 8 сельских округов.

## История

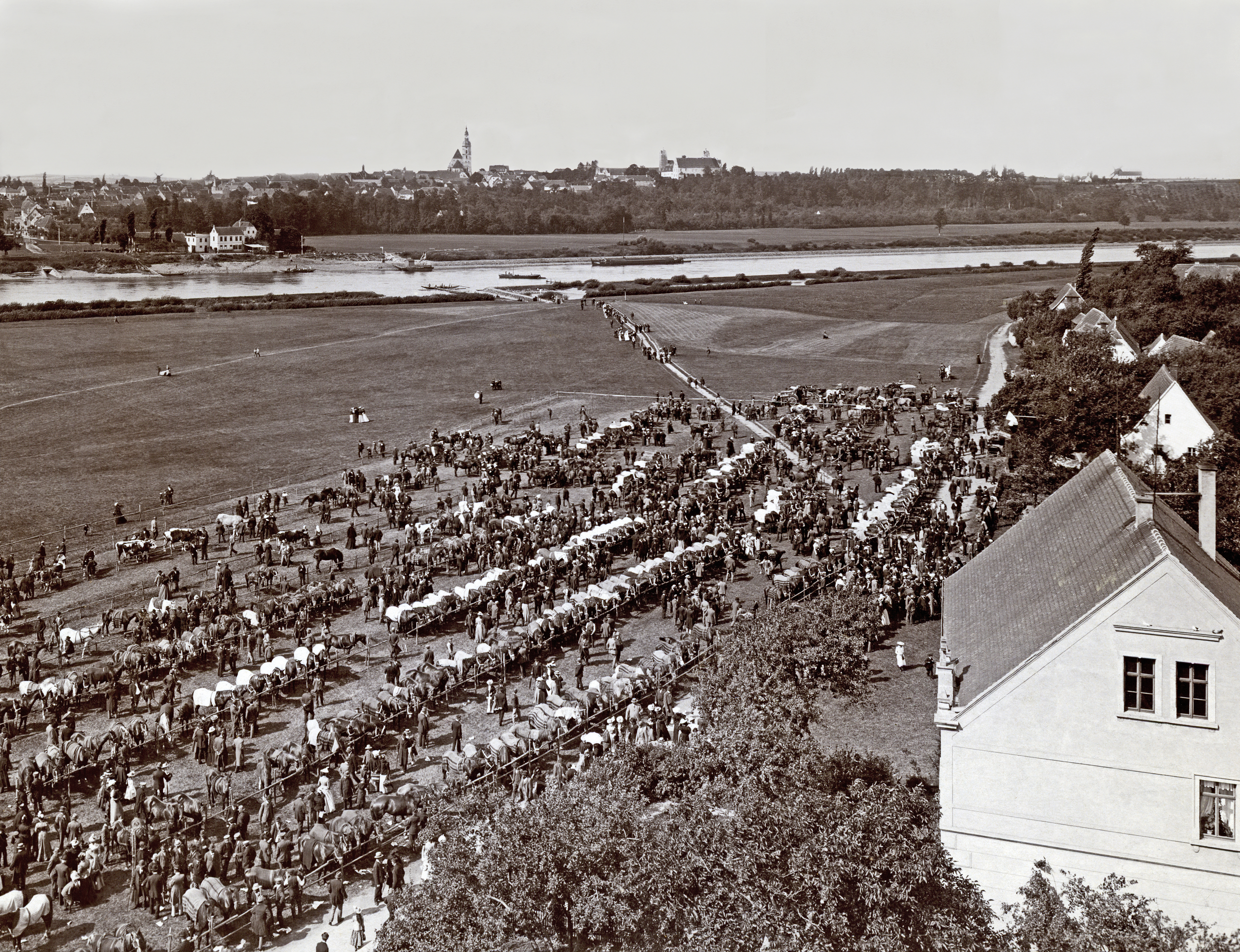
Вид с церковной башни на лошадиный рынок, Эльбу и город Штрелу. Конец XIX века

Первое упоминание относится к 1233 году.
Во время Второй мировой войны в Цайтхайне находился лагерь для советских и итальянских военнопленных. В 1941—1945 гг. в лагере погибло около 25.000 советских военнопленных. В 2005 году общественные объединения «Саксонские мемориалы» и «Народный Союз Германии» по уходу за военными могилами опубликовали «Книгу Памяти советских военнопленных, умерших в лагере Цайтхайн в Саксонии» с данными на более чем 5 тысяч человек. В апреле 2006 года в Белоруссии вышло издание на русском языке: «Цайтхайн — Книга памяти советских военнопленных».

## Население
Население составляет 6157 человек (на 31 декабря 2010 года).
| Год  | Численность | Численность |
| ---- | ----------- | ----------- |
| 2017 | 5652        | [ 1 ]       |
| 2019 | 5591        | [ 4 ]       |
| 2021 | 5491        | [ 5 ]       |
| 2022 | 5497        | [ 6 ]       |
| 2023 | 5580        | [ 2 ]       |

## Известные люди
- Макс Гёльц